# Acacia disparrima
Acacia disparrima — вид квіткових рослин з родини бобових. Ареал: Австралія (Новий Південний Уельс, Квінсленд).

## Середовище проживання
У Новому Південному Уельсі він зустрічається далеко на південь, аж до річки Беллінджер, де його можна знайти вздовж окраїн тропічних лісів і за прибережними піщаними дюнами як частину вологих склерофілових лісів і склерофільних лісових угруповань.

## Біоморфологічна характеристика
Кущ зазвичай досягає висоти від 3 до 5 м або невелике дерево зазвичай досягає максимальної висоти від 3 до 9 м, а іноді до 12 м. Воно має сіро-коричневу тріщинисту кору та тонкі гілочки. Голі від блідо-зелених до темно-сірих зелених філодіїв серпоподібно вигнуті, завдовжки від 5 до 4 см і від 0,4 до 3 мм ушир. Філодії мають багато паралельних поздовжніх жилок. Цвіте між січнем і травнем, утворюючи суцвіття, які з'являються поодиноко або парами в пазухах, циліндричні квіткові голови мають довжину від 2 до 7 см з квітками від блідо-жовтого до лимонно-жовтого кольору. Дерев'янисті стручки мають довжину від 2,5 до 10 см і ширину від 10 до 20 мм з потовщеними краями. Насіння всередині розташоване поперечно і має кремово-сіру або сіру сім'яніжку, яка зігнута.